# 尤金·雷巴德
尤金·雷巴德（英語：Eugene Reybold，1884年2月13日—1961年11月21日）是二战期间领导美国陸軍工兵部隊的总工程师，在任时Chief of Engineers工兵部队人数历史上最多。雷巴德获得了铜质橡叶陆军杰出服役勋章。他参与了美国曼哈顿计划的早期阶段。

## 生平[3]
1884 年 2 月 13 日出生于特拉华州特拉华市。
1903 年毕业于特拉华学院。
1908 年加入海岸炮兵团，负责军事住房和海岸防御建设工作。第一次世界大战期间，他一直驻扎在门罗堡。
1919 年成为海岸炮兵学校的校长。
1926 年，他转入工程兵团，担任纽约州布法罗、北卡罗来纳州威尔明顿和田纳西州孟菲斯的地区工程师。在最后一次任职期间，他成功战胜了密西西比河创纪录的洪峰。
1937-40 年他被任命为西南师工程师。
1940-41 年任陆军部助理参谋长（G-4）。雷博尔德将军在珍珠港事件前不久被任命为工程兵团总司令，在整个战争期间指挥了工程兵团的广泛活动，并成为第一位在担任工程兵团总司令期间晋升为中将的陆军军官。
1942 年 6 月 17 日，雷博尔德正式下令组建曼哈顿工程区。他参与了项目早期规划，包括田纳西州的选址和公司合同。他还负责控制项目的资金。作为总工程师，雷博尔德参与了曼哈顿计划的许多方面。从技术上讲，他是莱斯利·格罗夫斯将军的指挥官，但实际上格罗夫斯向军事政策委员会和战争部长亨利·史汀生汇报工作。
1946年从军队退役。
1950-1956年担任美国道路建设者协会主席。
1961年他在华盛顿特区去世。